# Jiří Hlaváč (motocyklový závodník)
Jiří Hlaváč (* 9. srpna 1928) je bývalý český silniční motocyklový závodník.

## Závodní kariéra
V místrovství Československa startoval v letech 1959-1968. V celkové klasifikaci skončil nejlépe na druhém místě ve třídě do 350 cm³ v roce 1962. V letech 1962 a 1965 při závodě 300 zatáček Gustava Havla skončil ve třídě do 350 cm na 3. místě. Jezdil především na motocyklu ČZ 350 cm³ OHC.

## Úspěchy
- Mistrovství Československa silničních motocyklů
  - 1959 do 350 cm³ – 12. místo
  - 1960 do 250 cm³ –
  - 1960 do 350 cm³ – 7. místo
  - 1961 do 250 cm³ –
  - 1961 do 350 cm³ – 8. místo
  - 1962 do 350 cm³ – 2. místo
  - 1963 do 350 cm³ – 6. místo
  - 1964 do 350 cm³ – 4. místo
  - 1965 do 350 cm³ – 7. místo
  - 1966 do 350 cm³ – 9. místo
  - 1967 do 350 cm³ – 6. místo
  - 1968 do 350 cm³ – 4. místo

- 300 ZGH
  - 1962 3. místo do 350 cm³
  - 1965 3. místo do 350 cm³